# Gunhild Bergh
Gunhild Bergh, född 20 december 1888, död 10 september 1961 i Stockholm, var en svensk litteraturhistoriker.
Berghs föräldrar var läkaren Carl-Axel Bergh och Alfhild Bergh.
Bergh blev doktor 1916 på gradualavhandlingen Litterär kritik i Sverige under 1600–1700-talen. Därefter ägnade sig Bergh åt studier över Carl August Ehrensvärd, vars skrifter hon även utgav. Förutom litterära artiklar i olika tidningar och tidskrifter skrev hon även böcker om litteratur och politik i Italien.